# Distrugeți Roma!
Distrugeți Roma! (1983) (titlu original Rome doit être detruite) este un roman al scriitorului francez Pierre Barbet. Este a șasea carte din seria anchetatorului temporal Setni anchetator temporal, care prezintă călătorii în timp ale unui om din viitor menite să corecteze alterări ale cursului normal al istoriei.

## Intriga
Creierele Mari observă că familiile sterile ale viitorului încep să aibă din nou copii. Un studiu genetic dovedește lipsa legăturilor dintre părinți și copii, iar o anchetă aduce la lumină faptul că aceștia din urmă sunt aduși din trecutul Pământului și că au semnul zeiței cartagineze Tanit. Agentul temporal Setni este însărcinat să călătorească în Cartagina antică pentru a descălci ițele acestui mister.
Setni ajunge în timpul celui de-Al Doilea Război Punic și își asumă rolul unui ofițer egiptean venit să lupte alături de Hannibal împotriva dușmanului comun, Roma. În urma unui vis indus de un onirosugestor al oamenilor viitorului, Hannibal își adună armata și pornește în campanie împotriva Romei, traversând Alpii. Pe drum i se alătură multe dintre triburile galilor și, astfel, armata punică reușește să-și înfrângă dușmanul în Bătălia de la Trebia, Bătălia de la Lacul Trasimene și Bătălia de la Cannae.
Având-o alături pe Maicha - o tânără a acelor vremuri de care se îndrăgostește nebunește - Setni îi ajută pe puni și intervine discret atunci când problemele cu care se confruntă aceștia pot fi rezolvate cu ajutorul cunoștințelor sale avansate. Între timp, adună dovezi privind amploarea acțiunii ilegale desfășurate de contemporanii săi în trecut. Astfel, află că Hannibal se deghizează cu ajutorul unei măști din piele sintetică și că preoții cartaginezi folosesc tot felul de trucuri religioase care sugerează posesia unor tehnologii din viitor.
Cel mai grav fapt este că Hannibal reușește să înfrângă Roma, schimbând radical cursul istoriei. În locul ascensiunii viitoare a Romei și a instaurării unei Pax romana, istoria va cunoaște ascensiunea Cartaginei și Pax punica. Câtă vreme asta înseamnă că poate rămâne alături de iubita lui, Maicha, Setni nu este deranjat de noul curs al evenimentelor, dar vrea să-și ducă la îndeplinirea misiunea. După ce asistă la o teleportare în masă a copiilor în timpul unui ritual religios în care, aparent, se aduc ofrande zeilor, Setni îi demască pe cei implicați în operațiunea ilegală. Aceștia acceptă propunerea lui de a opri transferul de copii spre viitor și de a rămâne în acel trecut modificat, sperând că - odată îndeplinită misiunea lui Setni - Creierele Mari își vor abate atenția dinspre Pământ și nu vor observa schimbările făcute asupra istoriei.

## Personaje
- Setni - anchetator temporar lactean trimis de Creierele Mari în trecutul Pământului pentru a împiedica transferul temporal de copii dintre Cartagina înspre viitor
- Pentoser - asistentul lui Setni
- Maicha - cartagineză de origine iberică de care se îndrăgostește Setni; deghizată în bărbat, ea îl va însoți în campania împotriva Romei
- Styros - scutier grec
- Dunorix - scutier gal
- Barcino - ofițer cartaginez de origine iberică, inițial dușman al lui Setni, apoi prieten apropiat
- Maichos - general cartaginez, fratele Maichăi
- Hannibal - conducătorul cartaginezilor
- Imilcéa - verișoara lui Maicha și soția lui Hannibal
- Casarbal și Flahon - lacteeni deghizați în preoți ai zeului Baal care trimit copii cartaginezi în viitor
- Kampl - psihosugestor lacteean

## Opinii critice
Modul în care Barbet a abordat călătoria temporală a făcut să fie comparat cu Poul Anderson. Jean-Pierre Andrevon apreciază că autorul este „bine documentat în ceea ce privește istoria antică”, dar consideră că romanul „nu este deloc SF, este o carte de istorie”.

## Vezi și
- Imperiul Roman (istorie alternativă)